# 比较分子场方法
比较分子场方法（Comparative Molecular Field Analysis)，减缩写为CoMFA,是一种理论药物化学的计算方法。
相比传统的QSAR方法只考虑分子的二维结构信息，要求化合物属于同系物，有相同的基本骨架。
而CoMFA是一种三维QSAR方法，能分析分子的三维结构，从而能够分析生物活性。
CoMFA主要是立体场和静电场。其工作步骤如下：
1. 数据准备：选择有相同作用机制的一系列已知化合物，优化其三维结构，确定药效构象。
2. 分子叠合和网格产生：按照一定的规则将化合物叠合在一起，并在其周围产生几百上千的网格点，该网格能包容所有叠合的分子。
3. 计算能量场：以小分子或基团作探针，计算探针在每个网格点上与每个化合物的立体作用能和静电作用能，这些能量值组成自变量矩阵。
4. 用偏最小二乘回归建立3D-QSAR模型
5. 结果显示：用三维等值线图显示计算结果，用不同的颜色直观表明化合物各部位立体或静电性质的变化对活性的影响，指导化合物的设计。
6. 活性预测：用QSAR模型预测新化合物的活性。